# Bufonia alta
Bufonia alta là loài thực vật có hoa thuộc họ Cẩm chướng. Loài này được Gilli mô tả khoa học đầu tiên năm 1956.